# Гончарова Раїса Павлівна
Раїса Павлівна Гончарова (нар. 1926, село Христове, тепер Слов'яносербського району Луганської області — ?) — українська радянська діячка, новатор сільськогосподарського виробництва, ланкова, агроном колгоспу Луганської області. Герой Соціалістичної Праці (16.02.1948). Депутат Верховної Ради УРСР 4-5-го скликань.

## Біографія
Трудову діяльність розпочала у сімнадцятирічному віці. З 1943 року — обліковець рільничої бригади, ланкова комсомольсько-молодіжної ланки колгоспу імені Сталіна села Весела Гора Олександрівського (тепер — Слов'яносербського) району Ворошиловградської області.
У 1947 році одержала урожай пшениці 33,06 центнера з гектару на площі 13 гектарів. За ці досягнення їй було присвоєно звання Героя Соціалістичної Праці. Член ВКП(б).
Потім працювала агрономом, ланковою колгоспу імені Сталіна (потім — імені ХХ з'їзду КПРС) села Весела Гора Олександрівського (Слов'яносербського) району Ворошиловградської (Луганської) області.

## Нагороди
- Герой Соціалістичної Праці (16.02.1948)
- орден Леніна (16.02.1948)
- ордени
- медалі